# マイクロソフトポイント
マイクロソフトポイント（Microsoft Points）とは、マイクロソフトが提供するオンラインコミュニティ（Xbox Live等）上における電子マネーである。以下、本項目での単位を略称のMSPと呼称する。

## 概要
マイクロソフトポイントとは、Xbox LiveまたはGames for Windowsで配信されるゲームや追加データ、映像など有料コンテンツの購入及び携帯音楽プレーヤー「Zune」で楽曲を購入する際にズーンマーケットプレイス（Zune Marketplace）で使用する前払い式ポイントサービスである。購入方法はクレジットカード決済による方法と、商品として流通しているプリペイドカードやコンビニの電子端末で入手できる前払いコードによる方法がある。後にゆうちょ銀行のATMや携帯電話による前払いコード購入も可能になった。
マイクロソフトポイントは地域ごとに発行されており、ユーザーが登録した地域の物しか使用できない。日本向けの1マイクロソフトポイントの価格はクレジット決済で 1.48円、前払い式で1.5円だが、最低でも500マイクロソフトポイントからの決まった額ずつの購入となる。プリペイドカードについては金券というより商品として流通しているため、割引価格で販売される場合がある。
マイクロソフト創業者の一人ビル・ゲイツを由来としたインターネットスラング「ゲイツポイント」「ゲイツ」で呼ばれる事も多い。これらは正式なものではないが、Xbox公式サイトで検索するとマイクロソフトポイントのページがヒットするようになっている。Xbox 360内や公式サイトなどではマイクロソフトポイントを意味する独自のアイコンも使われる。
2007年1月に発売されたTHE IDOLM@STERは長期間継続的にダウンロードコンテンツ(DLC)が新規配信され、有料データ配信によるユーザーコミュニティでの話題継続効果を証明した。そのため、マイクロソフトポイントから連想されるゲームの代表例となっている。アイドルマスターをデザインしたプリペイドカードも何度か発行されている。
2013年後半からはXbox 360のシステムアップデートに伴い現地通貨へ移行することを発表。2013年8月26日のXbox 360のアップデートにより現地通貨への表記変更、ポイントの換算が実行された。さらに、マイクロソフトポイントカードは、「Xbox ギフトカード」に名称が変更された。
国によっては、Bingで検索した場合もポイントがたまるが、日本では2021年1月時点では有効化されていない。

## プリペイドカード
小売店で購入できるもので、国ごとに販売されているポイントと価格に違いがある。また、国ごとに特別なデザインが施されることがある。
ウェブマネー等の様にチャージ・統合は出来ず、またXbox Liveで登録されている区域以外での使用は出来ない。
かつてはコードを印字したカードがプラスチックケースで梱包されていたが、国内で販売されているものは2011年からパッケージが紙に簡素化され、同年11月にはカード型から中にコードが印字された厚紙タイプに変わった。

## 価格換算一覧
各国通貨においての各種ポイントの通貨別価格は以下の通りである。この表における通貨単位は、ISO 4217に順ずる通貨コードを使用する（注：数値は2008年5月22日現在）。
なお各国通貨は変動する事がある為、各通貨換算価格に若干ズレが生じる場合がある。
|                       | 100MSP    | 500MSP    | 1000MSP    | 2000MSP    | 5000MSP    |
| --------------------- | --------- | --------- | ---------- | ---------- | ---------- |
| オーストラリア（AUD） | $1.65     | $8.25     | $16.50     | $33.00     | $82.50     |
| カナダ（CAD）         | $1.45     | $7.25     | $14.50     | $29.00     | $72.50     |
| EU（EUR）             | €1.20     | €6.00     | €12.00     | €24.00     | €60.00     |
| 日本（JPY）           | ¥148      | ¥740      | ¥1480      | ¥2960      | ¥7400      |
| スウェーデン（SEK）   | 11.50 SEK | 56.50 SEK | 113.00 SEK | 226.00 SEK | 565.00 SEK |
| 台湾（NTD）           | $42       | $210      | $420       | $840       | $2100      |
| イギリス（GBP）       | £0.85     | £4.25     | £8.50      | £17.00     | £42.50     |
| アメリカ（USD）       | $1.25     | $6.25     | $12.50     | $25.00     | $62.50     |